# Carnaubeira da Penha
Carnaubeira da Penha is een gemeente in de Braziliaanse deelstaat Pernambuco. De gemeente telt 12.451 inwoners (schatting 2009).